# Smithiomyces
Smithiomyces là một chi nấm trong họ Agaricaceae.